# Großsteingrab Krogenlund Afd.172
Das Großsteingrab Krogenlund Afd.172 ist eine megalithische Grabanlage der jungsteinzeitlichen Nordgruppe der Trichterbecherkultur im Kirchspiel Uggeløse in der dänischen Kommune Allerød.

## Lage
Das Grab liegt südwestlich von Lynge im Nordosten des Waldgebiets Krogenlund. In der näheren Umgebung gibt bzw. gab es zahlreiche weitere megalithische Grabanlagen.

## Forschungsgeschichte
Im Jahr 1986 führten Mitarbeiter der Altertümerverwaltung eine Dokumentation der Fundstelle durch.

## Beschreibung
Die Anlage besitzt eine nordwest-südöstlich orientierte rechteckige Hügelschüttung mit einer Länge von 60 m, einer Breite von 9 m und einer Höhe von 1,5 m. Von einer möglichen steinernen Umfassung sind keine Reste erkennbar. Etwa 20 m vom südöstlichen Ende entfernt befindet sich eine 6 m lange Grube, die fast bis zum Grund des Hügels reicht. Hier befinden sich die Reste einer nordwest-südöstlich orientierten Grabkammer, die wohl als Dolmen anzusprechen ist. Erhalten sind zwei Wandsteine und der Rest eines Bodenbelags aus Feuerstein. Die Maße der Kammer lassen sich nicht genau bestimmen.